# 不花 (太尉)
不花（？—1328年），元朝大臣，在元泰定帝时官至太尉。
1324年，中书平章政事張珪上书前太尉不花专务奸欺，请求刑曹治罪。1328年，泰定帝死后，太尉不花与梁王王禅、右丞相塔失帖木儿、平章政事玛鲁、御史大夫纽泽等兵至榆林，分兵讨大都元文宗。不花乘国家多事，率众剽掠，居庸关以北，多被他所扰，至是盗贼入其家，十月，将他杀死。兴和路认为盗贼死罪，刑部议论以为 ：“不花不道，众所周知，被盗贼所杀，本路隐藏他的剽掠之罪，只是处罚盗贼，于法不当 。”中书上奏，元文宗非常嘉赏。